# Sea Palling
Sea Palling – wieś w Anglii, w hrabstwie Norfolk, w dystrykcie North Norfolk. Leży 27 km na północny wschód od Norwich i 185 km na północny wschód od Londynu. W 2001 miejscowość liczyła 488 mieszkańców.